# Панагия Мавриотисса
Панагия Мавриотисса (греч. Ιερά Μονή Παναγία Μαυριώτισσα) — православный монастырь в юрисдикции Касторийской митрополии Константинопольской православной церкви. Расположен в селе Маврохори, около Касторийского озера в трёх километрах от города Кастория в Греции.
В 1924 году монастырская церковь святого Иоанна Богослова внесена в реестр памятников архитектуры Греции.